# 流れよ、わが涙
「流れよ、わが涙」（ながれよ、わがなみだ、英語: "Flow, my tears"）は、イングランド王国の音楽家ジョン・ダウランドが作曲したリュート歌曲である。1600年出版。同時代のヨーロッパで随一の人気と知名度を誇った楽曲であり、器楽曲版だけでも東欧を除く諸地域で100前後の写本・刊本に残存し、ダウランドの存命時から後世に至るまで数多くの音楽家によってオマージュ作品が作曲された。比喩的な意味でも文字通りの意味でもダウランドの代名詞的な歌曲で、ダウランド自身、「涙のジョン・ダウランド」（中英語: "Jo: dolandi de Lachrimae"）と署名することさえあった。
文献上の初出は『第二歌曲集』（1600年）で、当時の題・綴りは「流れよ、わが涙、なんじの源から溢れ落ちよ」（中英語: Flow my teares fall from your springs）。もともと1596年に「涙のパヴァーヌ」（ラクリメ・パヴァン、"Lachrimae pavan"）という題で器楽曲として作曲されたものである。歌詞はダウランド自身によって、この曲のために書かれた可能性も指摘されている。1604年には、「ラクリメ」の編曲を集めた楽曲集『ラクリメ、あるいは七つの涙』（中英語: Lachrimae, or Seaven Teares）が出版された。

## 詳細
ダウランドの他の歌曲と同様、この作品の形式（楽式）と様式は舞曲に、この場合は特にパヴァーヌに基づいている。初出は1600年にロンドンで出版された『二声・四声・五声のための第二の歌曲あるいはエア集：リュートもしくはオルファリオン、およびヴィオラ・ダ・ガンバのためのタブラチュア付き』（中英語: The Second Booke of Songs or Ayres of 2, 4 and 5 parts: with Tableture for the Lute or Orpherian, with the Violl de Gamba）、通称『第二歌曲集』（中英語: The Second Booke of Songs）である。
歌の出だしは「流れる涙」のモティーフで、「流れよ、わが涙」の歌詞とともにラから始まり段階的にミまで下降する。このモティーフはおそらくオルランド・ディ・ラッソのモテットやルカ・マレンツィオのマドリガーレからの借用とも考えられ（この形式のモティーフはエリザベス朝の音楽では嘆きを表現するのにしばしば用いられた）、本歌曲にはほかにも両者からの借用が見られる。アンソニー・ボーデンは、本歌曲を「おそらく17世紀初期の英語歌曲で最も広く知られているもの」と称している。

## 関連曲
この歌曲には、器楽曲版の変種が数多く存在し、その大部分には「ラクリメ」（ラテン語: Lachrimaeあるいはラテン語: Lachrymae、字義的には「涙」の意）という語が題に付されている。作曲自体は歌曲よりも器楽曲の方が先で、「ラクリメ・パヴァン」（「涙のパヴァーヌ」、"Lachrimae pavan"）として1596年に完成し、歌詞は後から付けられたものである。歌詞はこの曲のために特に書き下ろされたものであると信じられており、ダウランド自身の手によるものである可能性もある。イングランドの音楽学研究者ピーター・ホルマンの主張によれば、ラクリメの最初の版（"Lachrimae Antiquae"つまり「古き涙」と呼ばれる）は「おそらくこの時代において、最も際立って人気が高く広範囲に流布された器楽曲」であるという。ホルマンによれば、ヨーロッパ中（イングランド・スコットランド・オランダ・フランス・ドイツ・オーストリア・デンマーク・スウェーデン・イタリアなど）に現存する写本や刊本のうちおよそ100冊ほどに同曲やその変曲が収録されているという。
「ラクリメ」は後世の音楽（たとえばバッハやショパンなど）よりも抽象的な音楽であり、いわゆる決定版の楽曲は存在しない。ダウランドや同時代人たちは、今日におけるジャズのように、半ば即興的な演奏を行ったと思われる。ホルマンの評によれば、「ラクリメ」の人気はその豊かなメロディーやモティーフに由来するものだという。同時代の他のイングランドの作曲家は一般的に、楽節ごとに1つか2つのモティーフしか用いず、それらを退屈で緩慢な形で水増しした。それとは対照的に、ダウランドの「ラクリメ」では、強烈な印象を残す多種多様なメロディーが展開され、しかもそれらが緊密かつ巧妙に関連し合っているのである。
ダウランド自身による器楽曲版には、リュート曲「ラクリメ」、リュート曲「ラクリメへのガイヤルド」（"Galliard to Lachrimae"）、コンソート（合奏）曲"Lachrimae antiquae"（1604年）などがある。ダウランドはまた楽曲集『ラクリメ、あるいは七つの涙』（中英語: Lachrimae, or Seaven Teares、ロンドン、1604年）を出版した。同書は、「流れる涙」のモティーフに基づく7つの「ラクリメ」パヴァーヌなどを収録している。
様々な作曲家がこの作品に基づいて新たな曲を書いた。その代表的人物や作品にヤン・ピーテルスゾーン・スウェーリンク、トマス・トムキンズ、トバイアス・ヒュームの"What Greater Griefe"などがある。トマス・モーリーも、First Booke of Consort Lessons（ロンドン、1599年）で、ブロークン・コンソートの6つの楽器のための「ラクリメ・パヴァーヌ」を作曲した。とりわけ、ジョン・ダニエルの"Eyes, look no more"には「流れよ、我が涙」へのオマージュがより明白に出ており、ジョン・ベネットの"Weep, o mine eyes"も同様である。20世紀には、アメリカの作曲家・指揮者であるヴィクトリア・ボンドが"Old New Borrowed Blues (Variations on Flow my Tears)"という曲を書いた。 ベンジャミン・ブリテンは、ダウランドのエア「私の嘆きで人の	心が動かせるものなら」（"If my complaints could passions move"）に基づく変奏曲集「ヴィオラのためのラクリメ」において、「流れよ、わが涙」の冒頭部を引用している。2006年には、イギリスの電子音楽グループのバンコ・デ・ガイアが、ヴォコーダー版である「流れよわが涙、とアンドロイドは泣いた」（"Flow my Dreams, the Android Wept"）を製作した。

## 歌詞
| Flow my teares fall from your springs, Exilde for euer: Let mee morne Where nights black bird hir sad infamy sings, There let mee liue forlorne. Downe vaine lights shine you no more, No nights are dark enough for those That in dispaire their last fortuns deplore, Light doth but shame disclose. Neuer may my woes be relieued, Since pittie is fled, And teares, and sighes, and grones my wearie dayes, my wearie dayes, Of all ioyes haue depriued. Frō the highest spire of contentment, My fortune is throwne, And feare, and griefe, and paine for my deserts, for my deserts, Are my hopes since hope is gone. Harke you shadowes that in darcknesse dwell, Learne to contemne light, Happie, happie they that in hell Feele not the worlds despite. | 流れよ、わが涙、なんじの源から溢れ落ちよ。 とこしえの追放を受けたれば、せめて我に悲嘆を許し給え。 夜の黒き鳥が自らの哀れな汚名をさえずる地、 その地にて我を独り惨めに生きさせ給え。 消え失せよ、むなしき光、二度と輝くなかれ。 いかな夜とて闇の深さに足るものか、 望みを捨てて残りの人生を嘆きに生きる者には。 光が明らかにするのは、ただ恥辱のみ。 わが苦痛が癒えることは決してあるまい。 なぜなら主の慈悲はとうに逃げ去って、 涙と、ため息と、うめきの声が、わが煩わしき日々から、わが煩わしき日々から、 すべての喜びを奪い取ったのだから。 いとも高き幸福の頂きから わが宿命は投げ捨てられた。 恐れと、哀しみと、苦しみこそが、この身にふさわしき報い、この身にふさわしき報い、 そして我自身が希望するもの。なぜなら「希望」はとうに去ってしまったのだから。 聴け！ なんじら影、闇に住まう者どもよ、 今よりのち光を蔑め。 幸いなるかな、幸いなるかな、地獄にありて このうつし世の悪意を知らぬ者たちは。 |
| —Flow my teares fall from your springs from The Second Booke of Songs or Ayres, of 2.4.and 5.parts: With Tablature for the Lute or Orpherian, with the Violl de Gamba (1600) | —日本語への意訳 |

以下に、訳文の簡単な解説を示す。
- Since pittie is fled（主の慈悲はとうに逃げ去って）：pityは現代英語では「哀れみ」という意味だが、中英語では「慈悲」という意味もある[14]。なお、古い用法では、be動詞 + 過去分詞は現在完了を表すのにも使われる。
- Feele not the worlds despite（このうつし世の悪意を知らぬ者たちは）：despiteは現代英語では「軽蔑」という意味だが、中英語では「悪意」「敵意」「憎悪」という、より強い意味もある[15]。古代地中海世界のグノーシス主義の思想では、悪意を持つ偽神（デミウルゴス）が物質世界を不完全に作ったのだとされている。グノーシス主義はルネサンス期のイタリアで再発見されて知識人の間で流行したが、音楽学研究者・リュート奏者のアントニー・ルーリーの主張によれば、大陸に何度か遊学したことのあるダウランドにもグノーシス主義からの影響が見られるという[16]。

## 関連文献
- “ダウランド”. 世界大百科事典. 2018年7月3日閲覧。